# Аргир Кулина
Аргир Кулина (на румънски: Arghir Culina, Culină) е виден румънски архитект.

## Биография
Кулина е роден в 1883 година в костурското арумънско (влашко) село Грамоща (Грамос) или в Хрупища. Завършва Румънския лицей в Битоля в 1904 г.
В 1909 година се дипломира във Висшето училище по архитектура в Букурещ. От декември 1910 до януари 1912 година участва в издаването на списанието „Лиличя Пиндулуи“
Сградите му са в еклектичен или неорумънски стил с оттенък на арт нуво и модернизъм. В еклектичен стил е хотел „Капитол“, бившия „Лувър“ (1912) в Букурещ. В неорумънски стил с елементи на арт нуво са къщата на художника Кимон Логи (1923), жилищна сграда с магазини на партерния етаж на булевард „Христо Ботев“ № 3 (1923 – 1928), Фоайето на Факултета по медицина (1920), Гараж „Михайлеску“ (1923), всички в Букурещ. В арт деко са Хотел „Негою“, по-късно Турско-румънска банка, хотел „Унион“ (1931), хотел „Амбасадор“ (1938 – 1939), хотел „Опера“, всички в Букурещ.
Кулина практикува освен като архитект и като предприемач и строител. В това си тройно качество изпълнява сградата на „Христо Ботев“ 3, хотел „Амбасадор“ и жилищна сграда на кръстовището на улиците „Виктория“ и „Генерал Ману“.